# SG SS Straßburg
Die Sportgemeinschaft SS Straßburg war ein von der SS geführter  Sportverein, der mit Fußball- und Basketballmannschaften von 1940 bis 1943/44 am Spielbetrieb im an das Großdeutsche Reich angeschlossenen Elsass teilnahm.

## Gründung
Mit Beginn des Zweiten Weltkriegs wurden im gesamten Deutschen Reich Fußballmannschaften der Wehrmacht sowie anderer bewaffneter Formationen gegründet, darunter der SS. Im Elsass, das nach dem Frankreichfeldzug vom Sommer 1940 wieder ans Reich angeschlossen wurde, mussten sich die bisherigen Fußballvereine deutsche Namen geben. Dazu gehörte der Red Star Strasbourg, der seinen alten Namen FC Frankonia aus der Zeit vor 1918, als Straßburg deutsch war, wieder annahm. Im Oktober 1940 wurde der Leitung des Vereins allerdings mitgeteilt, dass er von nun die Fußball- und Basketballabteilung der Sportgemeinschaft SS bilde.
Zu der SG wurden mehrere frühere Berufsspieler des bisherigen Spitzenclubs Racing Strasbourg abgeordnet, der nun Rasensport-Club Straßburg hieß, darunter der Torwart Charles Hoffmann (Karl Hoffmann), der achtfache französische Nationalspieler Frédéric Keller (Fritz Keller) sowie die Brüder Emile und Pierre Waechter. Keiner der bekannteren Spieler gehörte der SS an, die meisten von ihnen waren Elsässer. Ohne Qualifikationsspiele wurde die SG der höchsten regionalen Spielklasse, der Gauliga Elsass, zugeteilt.
Die Vereinsfarben waren schwarz-weiß, der rote Stern des bisherigen Clubs wurde durch einen Totenkopf und SS-Runen auf den Trikots ersetzt. Nach Zeitzeugenberichten war der nun von der SS geführte Verein beim Straßburger Publikum sehr unbeliebt, dieses stand bei Lokalderbys geschlossen hinter dem Rasensport-Club.

## Spielzeiten 1940–1944
Im ersten Jahr belegte die SG Platz 3 (unter acht Vereinen), allerdings erreichte nur der Erste damals die Endrunde der deutschen Meisterschaft.
Die Saison 1941/42 wurde zur erfolgreichsten der kurzen Vereinsgeschichte. Das erste und einzige Mal wurde die SG Meister, mit knappem Vorsprung auf den Rasensport-Club. In der Qualifikation zur Endrunde der deutschen Meisterschaft schlug er die Stuttgarter Kickers mit 2:0. Im Achtelfinale gewann er gegen den 1. FC Schweinfurt 05 2:1. Im Viertelfinale aber unterlag er dem FC Schalke 04 mit 0:6.
In derselben Spielzeit nahm die Mannschaft auch am Tschammerpokal teil. Nach Siegen über Borussia Neunkirchen (5:4) und den SV Waldhof Mannheim (5:4 n. V.) unterlag der SS-Club dem späteren Sieger TSV 1860 München mit 1:15. Bei dem Spiel saßen hohe SS-Offiziere auf der Ehrentribüne. Sieben Tore schoss für die Münchner der frühere polnische und nun deutsche Nationalspieler Ernst Willimowski, dessen Mutter zwei Jahre zuvor von der SS in ein Nebenlager des KZ Auschwitz I deportiert worden war. Den Ehrentreffer der Straßburger erzielte der spätere DDR-Auswahlspieler Johannes Schöne.
In den folgenden beiden Jahren schaffte die SG nicht mehr die Qualifikation für die Endrunden der Meisterschaft und des Pokals. Sie wurde mit dem Rückzug der deutschen Truppen aus dem Elsass im Spätherbst 1944 aufgelöst.

### Platzierungen in der Gauliga
| Saison  | Liganame                  | Platzierung |
| ------- | ------------------------- | ----------- |
| 1940/41 | Gauliga Elsass, Staffel 1 | 3.          |
| 1941/42 | Gauliga Elsass            | 1.          |
| 1942/43 | Gauliga Elsass            | 3.          |
| 1943/44 | Gauliga Elsass            | 2.          |

## Basketball als Aushängeschild
Wie im Fußball bestanden die Basketballmannschaften aus Spielern der Region, die zum Teil vom elsässischen Zentrum Mülhausen abgeordnet waren, z. B. Terrillon und Schoeblin. Sie bildeten das Aushängeschild des Straßburger Basketballs und gehörten dem Aufgebot des letzten Länderspiels 1942 in Ungarn an. SG SS Straßburg gewann 1941 und 1942 ein Polizeiturnier in Berlin. Noch 1942/43 nahm die SG SS Straßburg an den regionalen Meisterschaftsrunden teil.

## Verfahren wegen Kollaboration
Im Juli 1945 beschloss der wiedergegründete Verband der elsässischen Liga LAFA (Ligue d'Alsace de football association), die Kollaboration von Fußballspielern mit den deutschen Besatzern zu untersuchen. Der wiedergegründete Red Star Strasbourg wurde in die vierte Liga zurückgesetzt, obwohl fast keine Verbindungen mehr zur SG SS Straßburg bestanden. Frédéric Keller wurde zunächst lebenslang gesperrt, doch wurde die Sperre schon im folgenden Jahr aufgehoben. Hingegen wurde der Torwart Charles Hoffmann nicht gemaßregelt, ebenso wenig wie die Waechter-Brüder, die 1945 wieder bei Racing spielen durften.  Auch Red Star wurde im Spätsommer 1946 rehabilitiert und durfte wieder in der ersten regionalen Liga antreten.

## Bekannte Spieler
- Hans Eberhardt, deutscher Fußballspieler
- Frédéric Keller, französischer Nationalspieler